# Karma Police (övervakningsprogram)
Karma Police är ett brittiskt övervakningsprogram för insamling av metadata på internet. 
Programmet tillkom för att skapa profiler över alla synliga internetanvändares surfvanor. Information om programmet avslöjades av visselblåsaren Edward Snowden. Rapporten som distribuerades av Snowden påstår att programmet tillkom 2007 och har varit i bruk sedan 2009 eller tidigare. Storbritanniens Government Communications Headquarters (GCHQ) som startade programmet refererar till det som "världens största" datainsamlingsoperation på internet.
Karma Police extraherar information från interkontinentala datakablar som slutar i Cornwall, England. Dessa kablar innehåller 25% av den globala internettrafiken. Metadatan innehåller uppgifter om användarnamn, lösenord, och webbplatser som en individ besöker. Programmet tillkom uppenbarligen utan någon statlig insyn. År 2009 hade programmet, enligt GCHQ:s egna dokument, mottagit och lagrat mer än 1,1 triljoner "webbläsarsessioner". Under 2010 påstods det att programmet samlade in över 30 miljarder uppgifter om dagen. Enligt andra dokument från GCHQ, uppgick volymen år 2012, till 50 miljarder om dagen.